# Dziennik Bridget Jones
Dziennik Bridget Jones (ang. Bridget Jones's Diary) – powieść Helen Fielding wydana w 1996. Książka doczekała się ekranizacji z Renée Zellweger w roli tytułowej.
Historia opowiadana jest z punktu widzenia Bridget Jones – trzydziestoletniej, samotnej kobiety. Bridget przelewa na strony dziennika całą swoją frustrację związaną z nadwagą, uciążliwą matką i przerażającą wizją spędzenia reszty życia w samotności. Przed skrajną rozpaczą powstrzymują ją przyjaciele – feministka Sharon, tkwiąca w toksycznym związku Jude i homoseksualista Tom. Nowy Rok zaczyna się zwyczajnie: Bridget jedzie na indyka curry do znajomych rodziców, a matka próbuje wyswatać ją z niejakim Markiem Darcy. Pierwsze zmiany pojawiają się wraz z powrotem Bridget do pracy. Oto sam Daniel Cleaver, szef Bridget, zaczyna z nią flirtować.